# Upplands runinskrifter 434
Upplands runinskrifter 434 är ett vikingatida runstensfragment av mörkgrå finkornig granit i bogårdsmuren vid Husby-Ärlinghundra kyrka, Husby-Ärlinghundra socken och Sigtuna kommun. De äldsta uppgifterna om runstenen U 434 är från 1600-talet. Enligt Johan Peringskiöld fanns stenen i "Hussby vestra stiglucka". Stigluckan revs på 1720-talet och ett fragment av runstenen, som då tydligen blivit sönderslagen, har sedan hamnat i bogårdsmuren där Rickard Dybeck fann det. Fragmentet var under en tid försvunnet men återfanns 1990. Det bevarade runstensfragmentet är 0,52 gånger 0,5 gånger 0,27 meter stort.

## Inskriften
Translitterering av runraden:
... ...t · kiara · uf... [...- (k)itil · faþur ...]
Normalisering till runsvenska:
... [le]t gæra ... ... Kætil, faður ...
Översättning till nusvenska:
... göra ... Kättil, (sin) fader...